# Murales di Satriano di Lucania

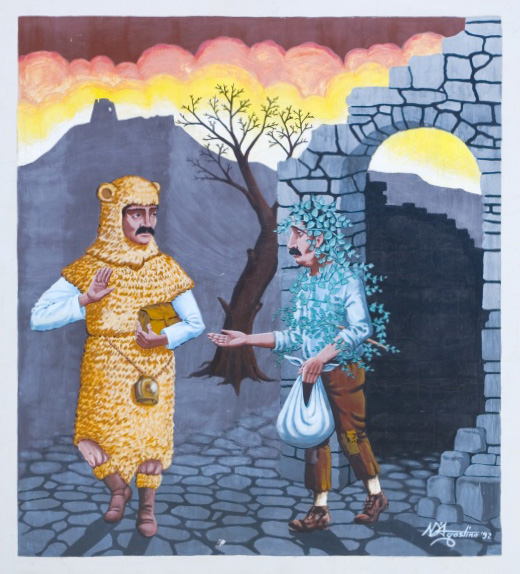
Un Murale sul Carnevale

I murales di Satriano rappresentano la cultura e le tradizioni moderne e passate del piccolo borgo medievale.
Queste installazioni pittoriche hanno contribuito a rendere Satriano il borgo più artistico d'italia nonché la più vasta pinacoteca all'aperto del bel paese. Nel centro cittadino, a gennaio 2019, sono presenti oltre 400 murales, in aumento ogni anno.
L'iniziativa incominciò già nel 1998, con Luciano La Torre che considerava l'attività pittorica particolarmente importante, per il recupero e la conservazione delle tradizioni, e dell'identità culturale del posto, altrimenti esposte alla dimenticanza. 
A seguito dalla rimozione dell'antico palazzo Abbamonte che era situato in Via Roma, lo spiazzale che ne è derivato è stato riqualificato e ripromosso attraverso una nuova stesura di murales, tributati in onore della storia e delle leggende che ricoprono l'antica casata degli Abbamonte di Satriano, all'epoca Pietrafesa.
Le pitture trattano di sei diversi filoni tematici: il culto dei santi realizzati intorno alla chiesa madre; i colori della valle lungo corso Trieste; la biodiversità e l'archeologia sulle facciate che circondano piazza Umberto I; la leggenda del Moccio di Abbamonte; gli antichi mestieri insieme con quelli riguardanti la vita del Pietrafesa, il pittore che ha avuto i natali proprio nella cittadina. 

## Galleria d'immagini

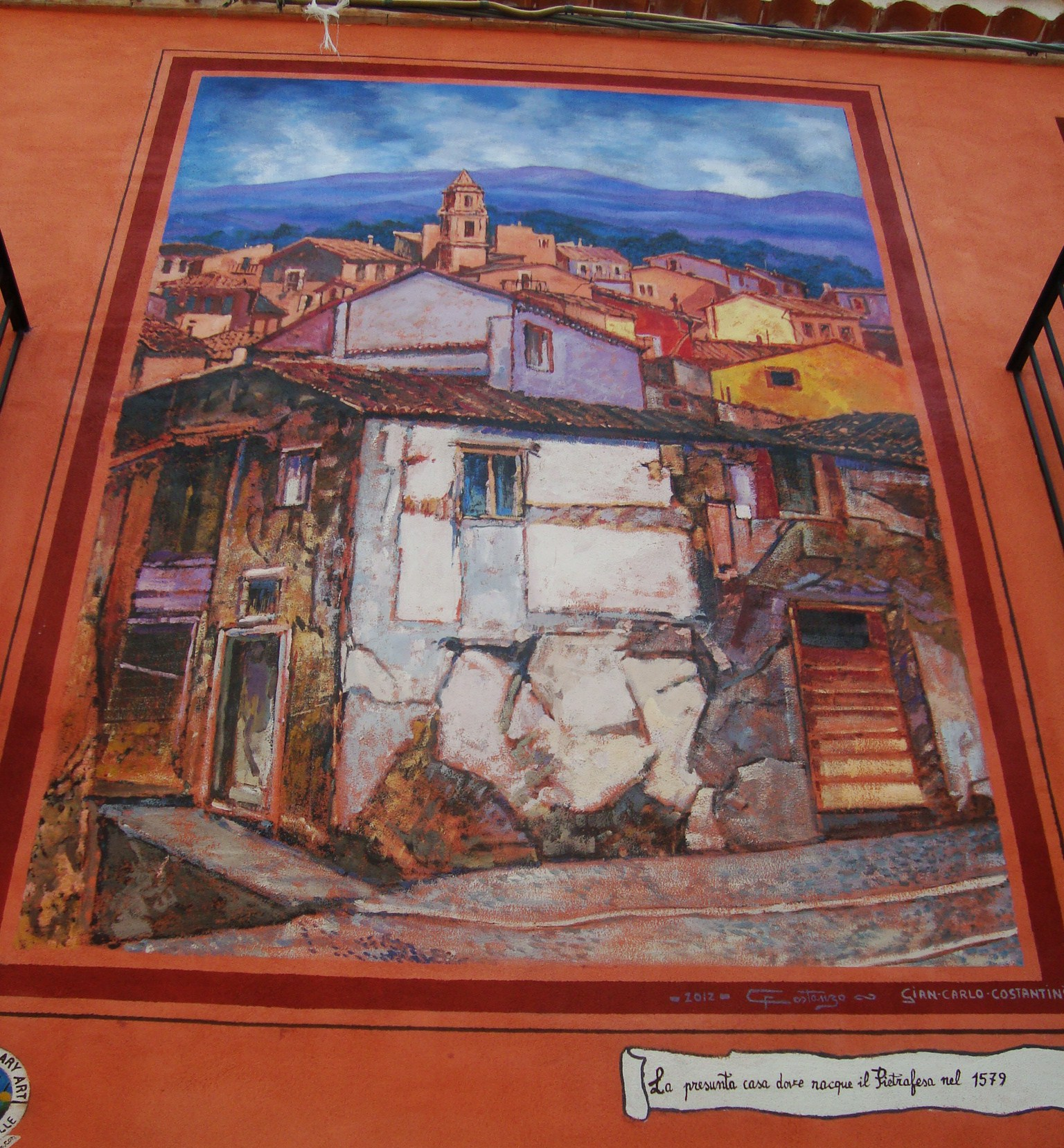
Murale: casa di Giovanni De Gregorio
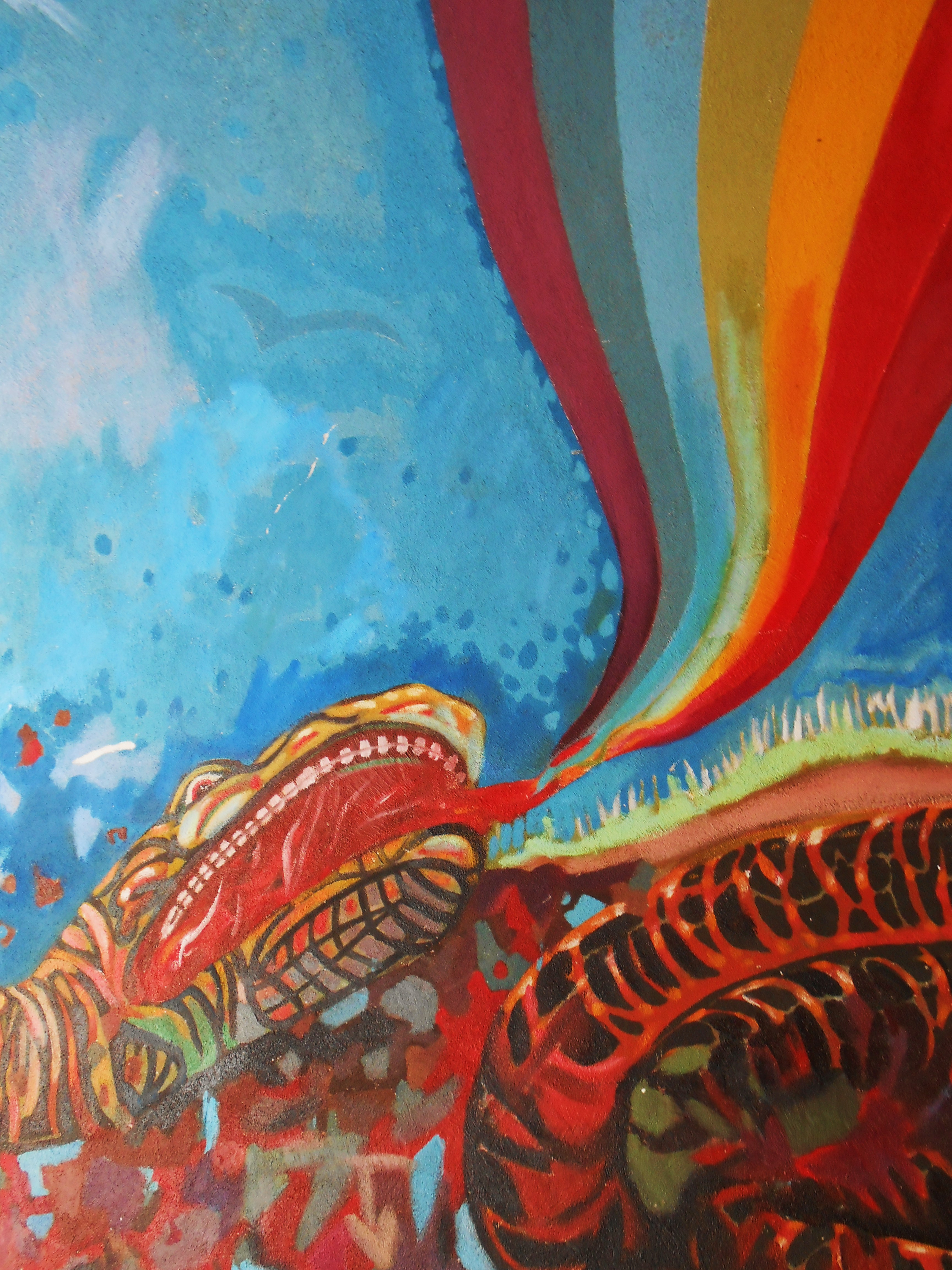
Particolare di Murale nel centro storico
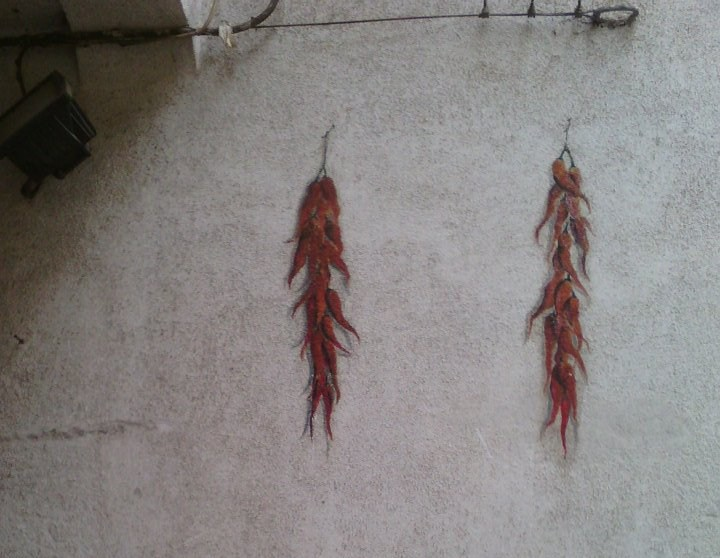
Peperoni Cruschi
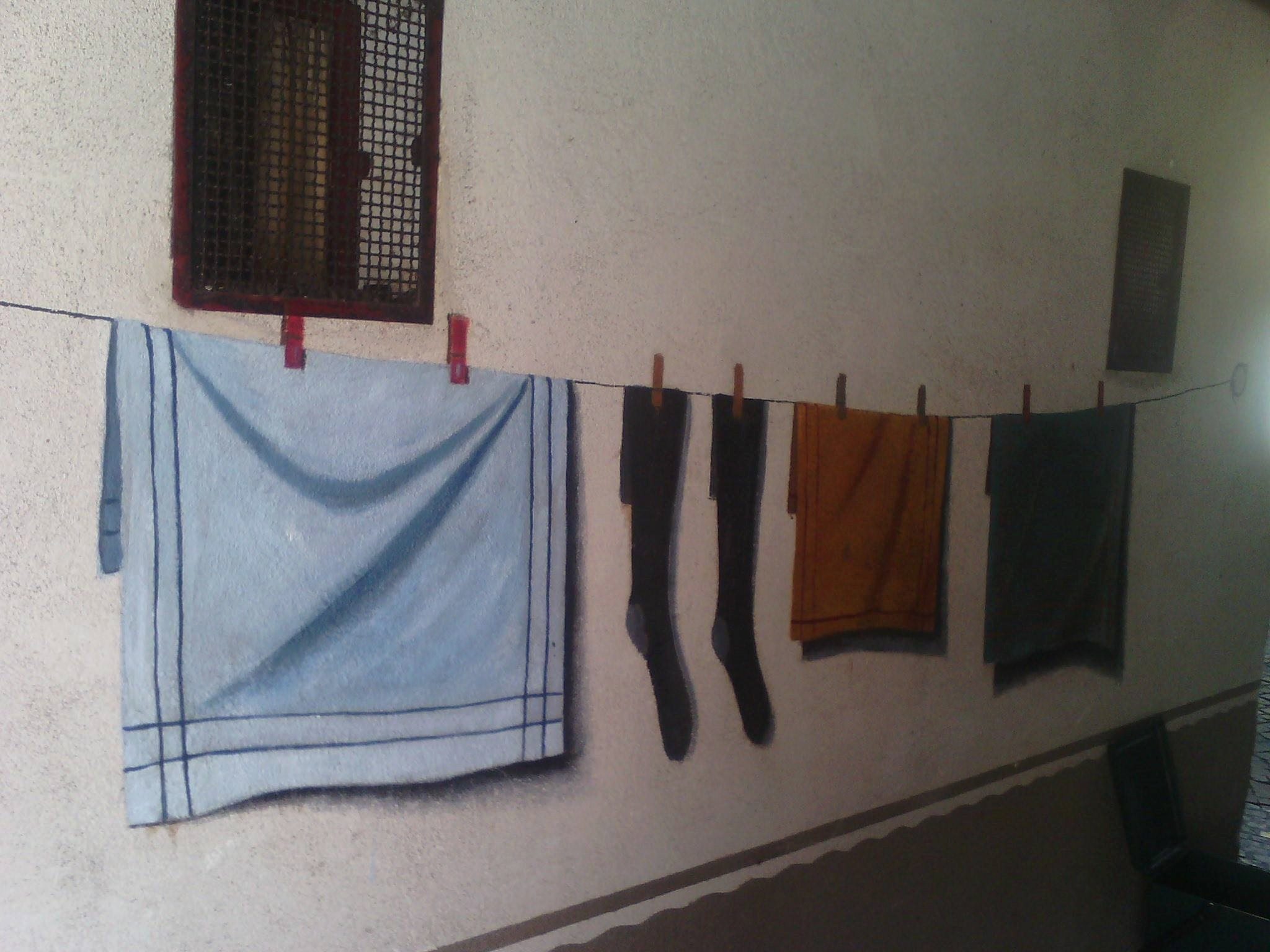
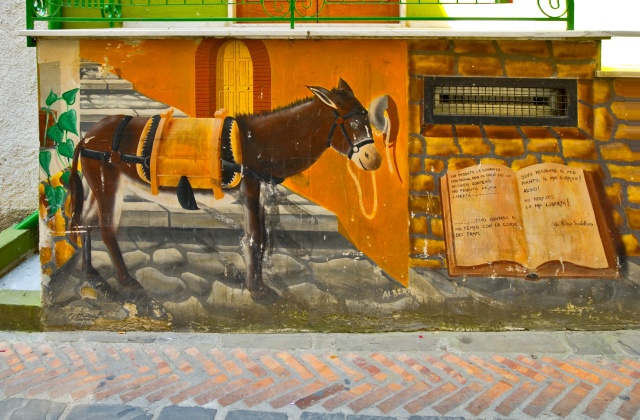
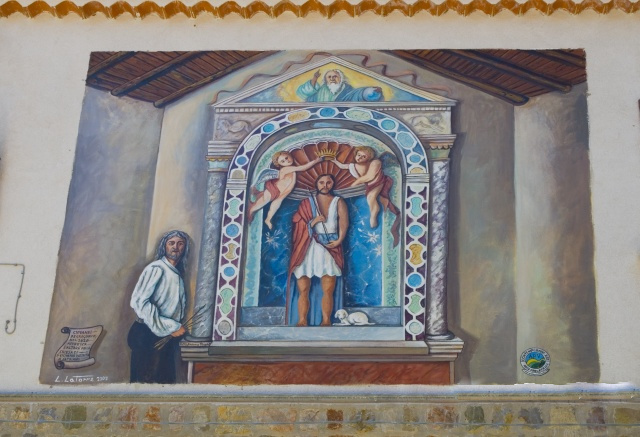
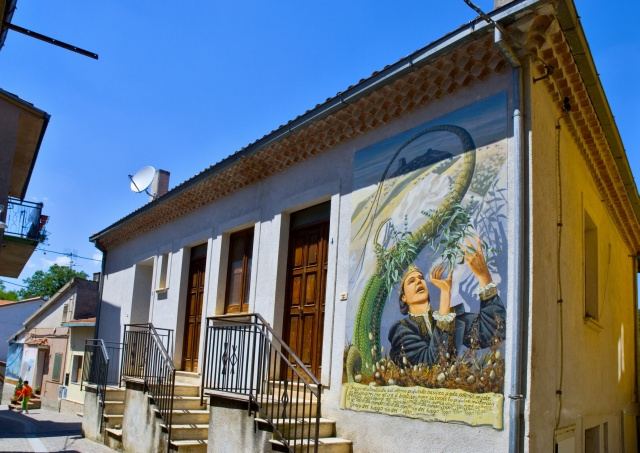